# Trarbacher Hof

Trarbacher Hof, Frühstück der Hattinger Kriegsveteranen, 1895

1909

Der Trarbacher Hof war ein historischer Gasthof in der Altstadt von Hattingen. Das Fachwerkhaus lag an der Kleinen Weilstraße 2 an der Kreuzung zur Großen Weilstraße.
Der Gasthof wurde 1590 errichtet. Im Jahre 1625 soll der kaiserliche General Tilly hier logiert haben. 1909 wurde das Haus unter Denkmalschutz gestellt. Anfang der 1950er Jahre wurde das Haus von der Velberter Brauerei Zassenhaus an die Stadt Hattingen verkauft. Der Wirt Heinrich Lehthaus zeigte sich an einem Erwerb interessiert, um das Objekt zu sanieren. Der westfälische Landeskonservator stellte „für die Instandsetzung, hauptsächlich des Äußeren, eine Landesbeihilfe“ in Aussicht. Am 22. November 1954 wurde es aus städtebaulichen Gründen jedoch abgerissen. Es wich dem Neubau eines Geschäftshauses von August Schepmann, Pächter des „Lindenhofs“ an der Heggerstraße in Hattingen. Das Haus sollte an anderer Stelle am Flachsmarkt wiederaufgebaut werden, doch stattdessen ließ die Volkskundliche Kommission des Landschaftsverbandes Westfalen-Lippe (LWL) die Hölzer am 14. November 1958 mit einem LKW vom städtischen Bauhof in Hattingen abholen und zu einem Lagerplatz in Kinderhaus transportieren.